# ليدي كولن كامبل
ليدي كولن كامبل (بالإنجليزية: Lady Colin Campbell)‏ هي كاتبة سير وكاتِبة بريطانية، ولدت في 17 أغسطس 1949 في جامايكا.

## وصلات خارجية
- ليدي كولن كامبل على موقع IMDb (الإنجليزية)
- ليدي كولن كامبل على موقع قاعدة بيانات الفيلم (الإنجليزية)